# Vela en los Juegos Suramericanos de 2014: Sunfish Abierto
La competencia de Sunfish en Santiago 2014 se llevó a cabo entre los días 12 y 17 de marzo de 2014 en el Club de Yates Higuerillas de Concón. Participaron 10 veleristas.

## Resultados
| #                 | Velerista               | Regata 1 | Regata 2 | Regata 3 | Regata 4 | Regata 5 | Regata 6 | Regata 7 | Regata 8 | Regata 9 | Regata 10 | Regata 11 | Total |
| ----------------- | ----------------------- | -------- | -------- | -------- | -------- | -------- | -------- | -------- | -------- | -------- | --------- | --------- | ----- |
| Medalla de oro    | Francisco Renna         | 5        | 8        | 5        | 1        | 1        | 1        | 2        | 2        | 2        | C         | C         | 19    |
| Medalla de plata  | Jonathan Martinetti     | 2        | 4        | 1        | 4        | 4        | 8        | 1        | 9        | 8        | C         | C         | 32    |
| Medalla de bronce | Alexander Zimmerman     | 6        | 9        | 10       | 3        | 2        | 3        | 6        | 3        | 4        | C         | C         | 36    |
| 4                 | Julio David Silva       | 3        | 7        | 2        | 2        | D        | 7        | 3        | 7        | 6        | C         | C         | 37    |
| 5                 | Jean Paul de Trazegnies | 4        | 10       | 4        | 7        | 3        | 4        | 7        | 5        | 3        | C         | C         | 37    |
| 6                 | Diego González          | 8        | 3        | 7        | 5        | 6        | 2        | 4        | 6        | 5        | C         | C         | 38    |
| 7                 | Andrés Ducasse          | 1        | 2        | 3        | 8        | 7        | 6        | 9        | 4        | NT       | C         | C         | 40    |
| 8                 | João Herrlein           | 10       | 6        | 8        | 9        | 8        | 5        | 10       | 1        | 1        | C         | C         | 48    |
| 9                 | David González          | 9        | 1        | 9        | 6        | 5        | 9        | 5        | 8        | 7        | C         | C         | 50    |
| 10                | Dany Delgado            | 7        | 5        | 6        | 10       | 9        | 10       | 8        | 10       | 9        | C         | C         | 64    |

C: Regata Cancelada